# Noelia Ferruz
Noelia Ferruz Capapey (Zaragoza, 10 de mayo de 1988) es una química e investigadora española. Lidera un grupo de investigación sobre inteligencia artificial en el Centro de Regulación Genómica de Barcelona.

## Trayectoria
Hija de mecánico y ama de casa, se licenció en Química en la Universidad de Zaragoza. Siguió sus estudios especializándose en química computacional en la Universidad de Cambridge. Después hizo un máster en Bioinformática y un doctorado en biomedicina, ambos en la Universidad Pompeu Fabra, de Barcelona. Ha trabajado para empresas como Acellera Labs y Pfizer Inc, en la Universidad de Bayreuth, en Alemania, durante cinco años y en la Universidad de Girona. Ha sido investigadora y líder de grupo en el Instituto de Biología Molecular de Barcelona.
Desde 2024, lidera un grupo de investigación del Centro de Regulación Genómica de Barcelona. En otoño de ese año, recibió un millón y medio de euros de financiación del Consejo Europeo de Investigación para trabajar en un modelo de inteligencia artificial capaz de analizar diferentes clases de información: el texto de la secuencia de una proteína, una imagen tridimensional de la molécula resultante y recursos en vídeo con distintos componentes, con el fin de facilitar el diseño de nuevas proteínas. El modelo se llama Atenea.

## Premios y reconocimientos
- 2022 - Programa Beatriu de Pinós[4]
- 2023 - Premios L'Oréal-UNESCO a Mujeres en Ciencia.[5]
- 2023 - Beca Leonardo.[3]